# Fargot
Der Fargot, auch Frangot, war ein französisches Stückmaß in Lille und Belgien und bedeutete Ballen.
- 1 Fargot = 1 Ballen (etwa 150 bis 160 Pfund)